# Cuisine eswatinienne
La cuisine eswatinienne est largement déterminée par les saisons mais aussi les zones géographiques. Les aliments de base en Eswatini comprennent le sorgho et le maïs, souvent servis avec de la viande de chèvre. 
L'agriculture dépend essentiellement de la canne à sucre, du tabac, du riz, des arachides et de l'exportation de la viande de chèvre et de bœuf. De nombreux Eswatiniens vivent de l'agriculture vivrière ; ils complètent leur alimentation avec de la nourriture achetée sur les marchés. 
Les poissons d'eau douce et les importations en provenance des pays côtiers font également partie de la cuisine de l'Eswatini. Certains marchés locaux ont des stands de nourriture qui proposent le ragoût traditionnel eswatinien, fait de viande, de farine de maïs et, selon la saison, d'épis de maïs grillés.

## Source
- (en) Cet article est partiellement ou en totalité issu de l’article de Wikipédia en anglais intitulé « Cuisine of Swaziland » (voir la liste des auteurs).